# Philemon brassi
Philemon brassi е вид птица от семейство Meliphagidae. Видът е почти застрашен от изчезване.

## Разпространение
Видът е разпространен в Индонезия.